# Greg Evigan
Greg Evigan (South Amboy, 14 ottobre 1953) è un attore statunitense, attivo in prevalenza sul piccolo schermo dove è stato protagonista di alcune serie televisive di successo negli anni ottanta.

## Biografia
Nato nel New Jersey, figlio di una casalinga e di un elettricista, si è diplomato nel 1971. Sposato con 3 figli, la più giovane dei quali, Briana, è anch'essa attrice.
Interpreta i suoi ruoli di maggior successo soprattutto tra gli anni settanta e ottanta, quando diviene particolarmente noto per il ruolo di protagonista in Truck Driver, dove interpreta il camionista reduce del Vietnam Billy Joe "B.J." McKay, che gira l'America con lo scimpanzé Birra (Bear, nell'originale). La serie ha avuto lo spin-off Lobo, in cui Evigan recita in alcuni episodi.
Al cinema interpreta soprattutto ruoli di caratterista.

## Filmografia parziale

### Cinema
- Scorchy, regia di Howard Avedis (1976)
- Stripped to Kill, regia di Katt Shea (1987)
- Macchina da guerra (Private Road: No Trespassing), regia di Raphael Nussbaum (1988)
- Creatura degli abissi (Deep Star Six), regia di Sean S. Cunningham (1989)
- House of the Damned, regia di Scott P. Levy (1996)
- Mel una tartaruga per amico (Mel), regia di Joey Travolta (1998)
- The Pawn, regia di Clay Borris (1998)
- Sweet Revenge, regia di Gordon McLennan (2001)
- Pets, regia di David Lister (2002)
- Arizona Summer, regia di Joey Travolta (2004)
- River's End, regia di William Katt (2005)
- Hoboken Hollow, regia di Glen Stephens (2006)
- 100 Million BC - La guerra dei dinosauri (100 Million BC), regia di Griff Furst (2008)
- Journey to the Center of the Earth, regia di Davey Jones e Scott Wheeler (2008)
- Split Second, regia di Michael Criscione (2009)
- Megaconda, regia di Christopher Ray (2010)
- 6 Guns, regia di Shane Van Dyke (2010)
- My Dog's Christmas Miracle, regia di Michael Feifer (2011)
- Divorzio d'amore (Divorce Invitation), regia di S.V. Krishna Reddy (2012)
- Overheads, regia di Jesse Rosen (2015)
- Only God Can, regia di Randall Owens (2015)
- 16 anni: Scomparsa (16 and Missing), regia di Michael Feifer (2015)
- Terror Birds, regia di Sean Cain (2016)

### Televisione
- Dallas – serie TV, episodio 2x07 (1978)
- Truck Driver (B.J. and the Bear) – serie TV, 47 episodi (1978-1981)
- Lobo (The Misadventures of Sheriff Lobo) – serie TV, episodi 1x0-1x05-1x06 (1979)
- Masquerade – serie TV, 13 episodi (1983-1984)
- I miei due papà (My Two Dads) – serie TV, 60 episodi (1987-1990)
- TekWar – serie TV, 18 episodi (1994-1996)
- Palm Springs - Operazione amore (P.S.I. Luv U) – serie TV, 13 episodi (1991-1992)
- Colombo (Columbo) – serie TV, episodio 10x06 (1992)
- Poison Ivy: la società segreta (Poison Ivy: The Secret Society), regia di Jason Hreno – film TV (2008)
- Metal Tornado, regia di Gordon Yang – film TV (2011)
- The Exterminators (Invasion Roswell), regia di David Flores – film TV (2013)

## Doppiatori italiani
Nelle versioni in italiano delle opere in cui ha recitato, Greg Evigan è stato doppiato da:
- Roberto Draghetti in CSI: Miami
- Achille D'Aniello ne Il risolutore
- Toni Garrani in Truck Driver
- Vittorio De Angelis in The Glades
- Mauro Magliozzi in Divorzio d'amore